# Gerhard Zadrobilek
Gerhard Zadrobilek (Breitenfurt, 23 giugno 1961) è un ex ciclista su strada e mountain biker austriaco.
Professionista dal 1982 al 1990, vinse la Clásica San Sebastián 1989, allora prova di Coppa del mondo. Dal 1991 al 1993 si dedicò alla mountain bike vincendo anche due prove di Coppa del mondo nella specialità del cross country.

## Carriera
Nel 1981, tra i dilettanti, riuscì ad imporsi nell'Österreich-Rundfahrt, risultando tuttora il più giovane vincitore della corsa a tappe austriaca. Passò professionista l'anno successivo con una formazione svizzera, la Puch-Eorotex-Campagnolo. All'esordio tra i pro vinse un criterium in Germania; sfiorò il successo anche al Tour de Suisse, arrivando secondo nella quarta frazione dietro il belga Guido Van Calster, e partecipò anche al suo primo grande giro, la Vuelta a España.
Nel 1983 vinse ancora, ma solo una piccola corsa in Svizzera; prese anche il via al Giro d'Italia, dove sfiorò la vittoria arrivando secondo nella quindicesima tappa, quella con arrivo a Orta San Giulio, dietro a Paolo Rosola. Venne quindi convocato per i campionati del mondo su strada di Altenrhein, che concluse al tredicesimo posto. Nel biennio 1984-1985 corse per i colori dell'italiana Atala, raggiungendo diversi risultati di rilievo: terzo al Tour de Suisse (in cui fu secondo nella sesta tappa) e settimo al Giro dell'Etna il primo anno, nono nella Nizza-Alassio e terzo nel Giro del Trentino nel 1985, oltre ad un paio di successi sfiorati in tappe dello stesso Giro del Trentino e della Tirreno-Adriatico.
Nel biennio successivo si accasò alla Supermercati Brianzoli-Essebi, che aveva fra le sue file campioni quali Gianbattista Baronchelli, Francesco Moser e un giovane Tony Rominger. Con questa formazione ottenne il primo successo di rilievo della sua carriera professionistica, aggiudicandosi, nel 1987, una delle classiche del panorama italiano, il Giro del Veneto. Nello stesso anno partecipò anche al primo dei suoi tre Tour de France, chiudendo al quattordicesimo posto.
Nel 1989 passò tra le file della formazione statunitense 7-Eleven-Wamasch capitanata da Andrew Hampsten. In tale stagione riuscì ad aggiudicarsi il suo successo più importante, la Clásica San Sebastián, corsa valida all'epoca come ottava prova della neonata Coppa del mondo di ciclismo su strada. Fra gli altri risultati di quell'annata si ricordano il quinto posto nella Schwabenbräu Cup ed il decimo nella Escalada a Montjuich.
Dopo un 1990 senza grandi acuti decide di lasciare il mondo del ciclismo professionistico su strada per dedicarsi alla Mountain bike, nella specialità del cross country. Fra il 1991 ed il 1993 in questa specialità riuscì a vincere due prove di Coppa del mondo, arrivando secondo nella classifica generale di coppa nel 1991 ed a conquistare una medaglia d'argento nei campionati europei del 1991.

## Palmarès

### Strada
- 1981 (dilettanti)

3ª tappa Österreich-Rundfahrt
Classifica generale Österreich-Rundfahrt
5ª tappa Grand Prix Tell
- 1983

Grand Prix Kanton Genève
- 1984

Chur-Arosa
- 1986

Grand Prix Europa/Innsbruck
- 1987

Giro del Veneto
- 1989

Classica di San Sebastián

#### Altri successi
- 1982

Laaber Rundkurs (Criterium)
- 1987

Criterium di Krems

### Mountain bike
- 1992

prova Coppa del mondo, Cross Country (Kirchzarten)
- 1993

prova Coppa del mondo, Cross Country (Bromont)

## Piazzamenti

### Grandi Giri
- Giro d'Italia

1983: 62º
1984: 77º
1985: 18º
1986: 55º
1987: ritirato (19ª tappa)
1989: 63º
- Tour de France

1987: 14º
1988: 21º
1989: 60º
- Vuelta a España

1982: 69º
1990: 84º

### Classiche monumento
- Milano-Sanremo

1985: 118º
- Giro delle Fiandre

1987: 57º
- Parigi-Roubaix

1988: 48º
- Liegi-Bastogne-Liegi

1983: 72º
1990: 50º

### Competizioni mondiali
Goodwood 1982 - In linea: ritirato
Altenrhein 1983 - In linea: 13º
Barcellona 1984 - In linea: ritirato
Giavera del Montello 1985 - In linea: ritirato
Colorado Springs 1986 - In linea: 43º
Villach 1987 - In linea: 29º
Chambéry 1989 - In linea: 89º
Utsunomiya 1990 - In linea: ritirato
- Coppa del mondo

Coppa del mondo 1989: 17º
Coppa del mondo 1990: ?
- Coppa del mondo

1991: 2º (Cross-Country)
1992: ? (Cross-Country)
1993: ? (Cross-Country)